# Ulubey (district, Uşak)
Ulubey is een Turks district in de provincie Uşak en telt 15.315 inwoners (2007). Het district heeft een oppervlakte van 816,96 km².
De bevolkingsontwikkeling van het district is weergegeven in onderstaande tabel.
| 1997   | 2000   | 2007   |
| ------ | ------ | ------ |
| 20.090 | 20.017 | 15.315 |

## Plaatsen in het district
Akkeçili • Aksaz • Bekdemir • Büyükkayalı • Çamdere • Çamlıbel • Çardak • Çırpıcılar • Dutluca • Gedikler • Gümüşkol • Hanyeri • İnay • İshaklar • Karacaahmet • Kıran • Köseler • Kurudere • Küçükilyaslı • Küçükkayalı • Külçen • Söğütlü • Sülümenli